# Mehler–Fock-transform
Mehler–Fock-transform är inom matematiken en integraltransform introducerad av Mehler (1881) och återupptäckt av Fock (1943).
Den ges av:
{\displaystyle F(x)=\int _{0}^{\infty }P_{it-1/2}(x)f(t)dt}
där P är en Legendrefunktion av den första typen.